# Bristol 410
La Bristol 410 est la quatrième et dernière série de voitures équipée du moteur Chrysler V8 du fabricant anglais Bristol Cars, initiée sur la 407. 
Avec la 410, Bristol visait une approche plus aérodynamique que sur les dernières séries depuis la 405. Les améliorations de style sont relativement mineures, mais chacune d'elles était destinée à donner une apparence plus courbe. Le changement le plus notable est à l'avant, les phares étant carénés dans les ailes de la voiture plutôt que placés en saillie vers l'extérieur comme sur les modèles précédents.
Comme pour toute berline Bristol depuis la 404, un compartiment, accessible par un panneau articulé entre l'avant de la porte du conducteur et l'arrière du passage de roue avant, loge la batterie, le panneau de fusibles, le moteur de l'essuie-glace et le servo des freins. Un panneau similaire de l'autre côté de la voiture abrite la roue de secours et le cric.
Les roues sont maintenant de 15 pouces contre 16 pouces sur les précédentes Bristol, et les freins à disque datant de la 406 sont révisés pour la première fois, avec un système de circuits grandement amélioré.
En interne, Bristol, comme Chrysler avant eux, estime que les problèmes de sécurité générés par le sélecteur à boutons-poussoirs de la transmission automatique sont difficiles à contrer, et l'ont remplacé par un levier monté entre les deux sièges avant.
Le 410 est la Bristol présentée dans la série télévisée  Inspecteur Lynley.

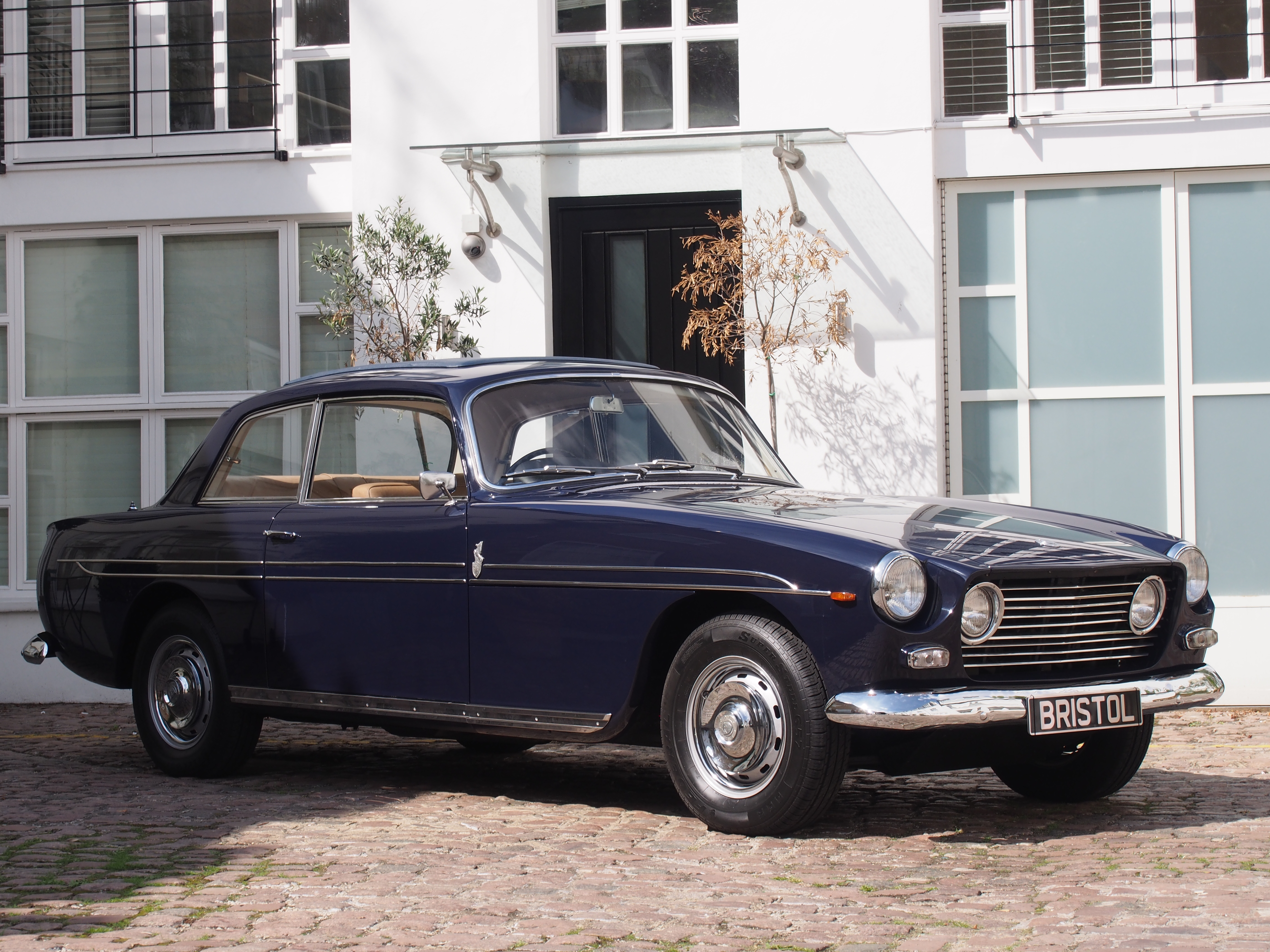
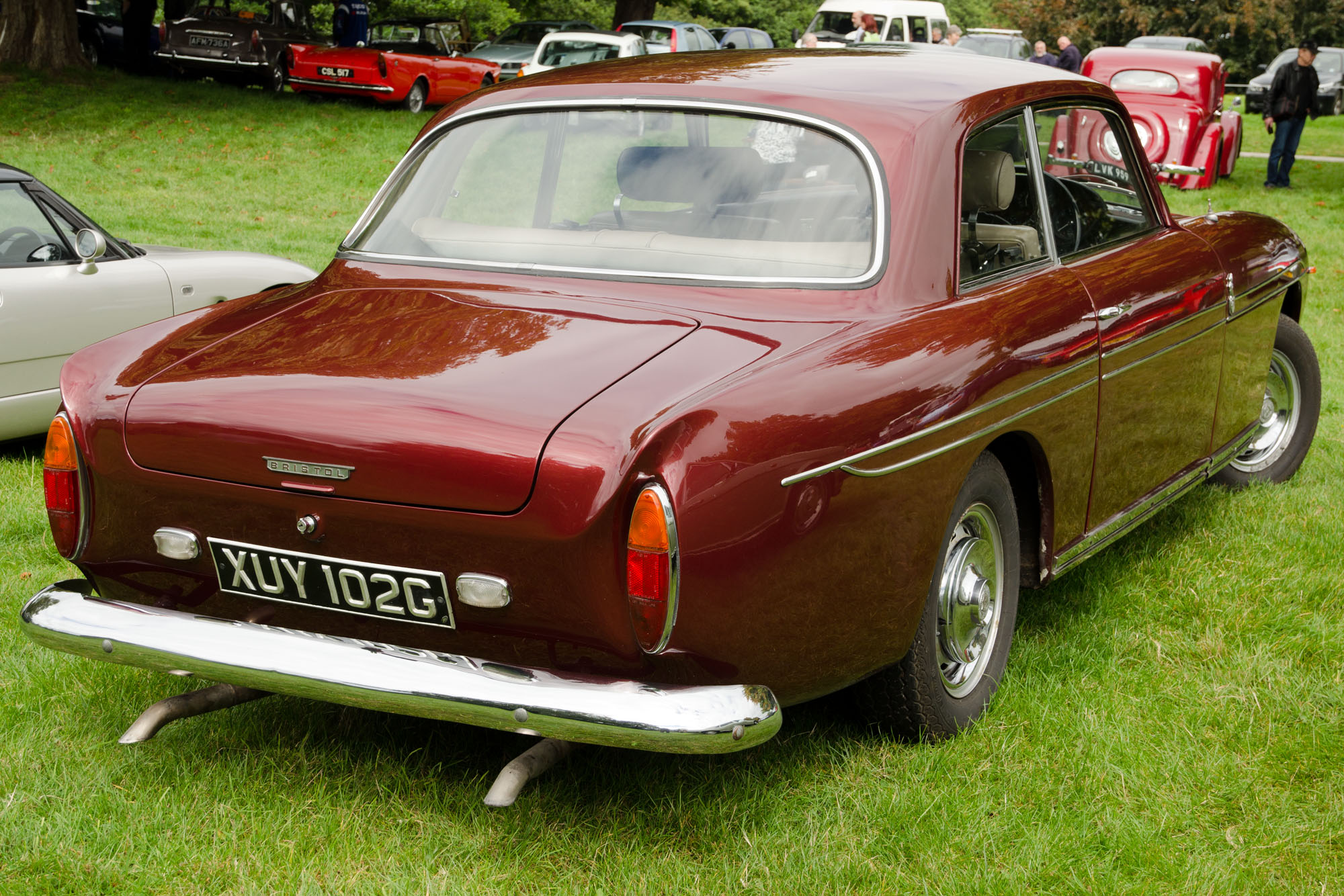
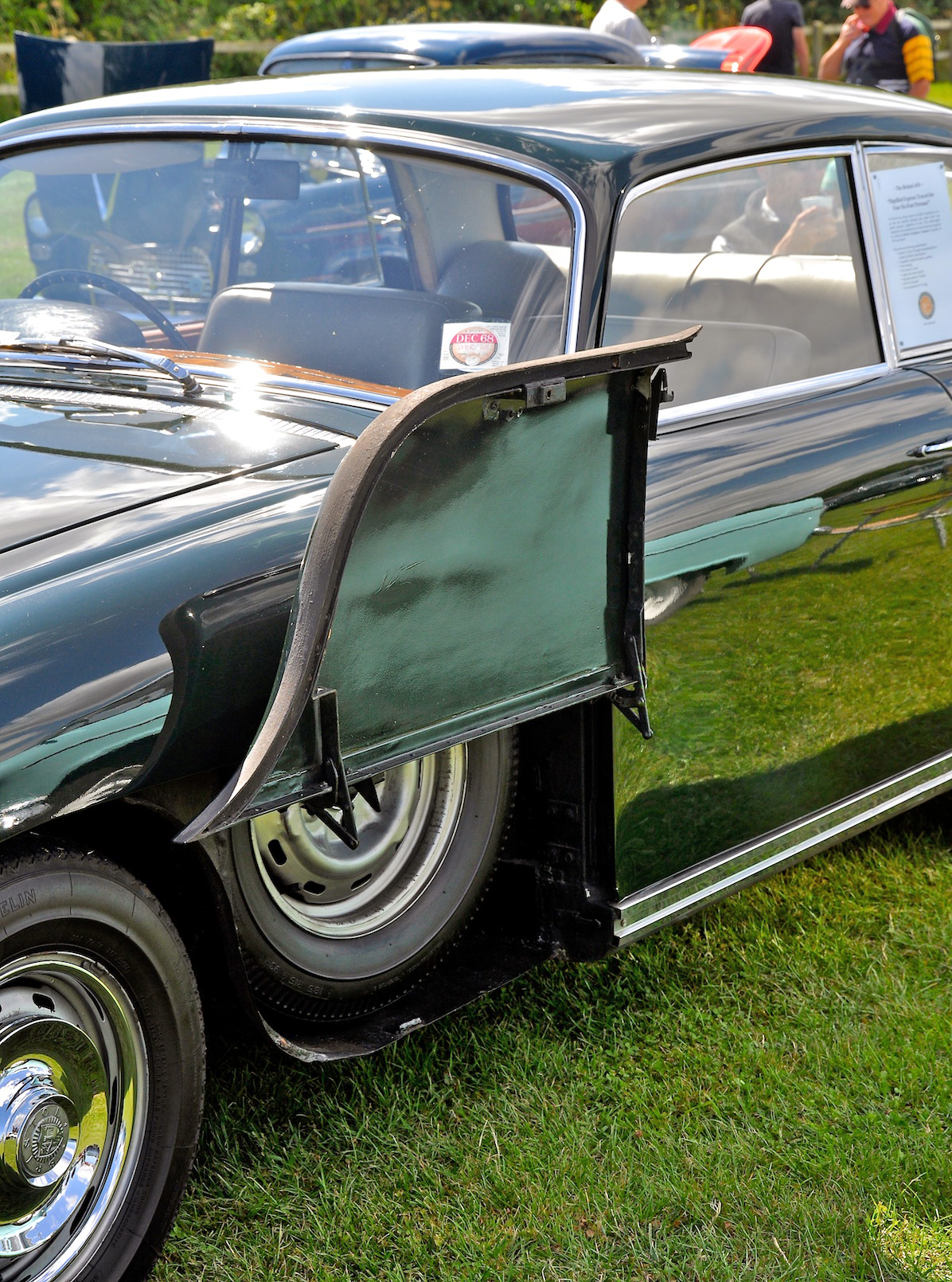
La roue de secours dans le flanc